# Uperodon globulosus
Uperodon globulosus is een kikkersoort uit het geslacht Uperodon in de familie van de smalbekkikkers (Microhylidae).
De wetenschappelijke naam werd voor het eerst geldig gepubliceerd in 1799 door Albert Günther als Cacopus globulosus.
De soort komt voor in delen van Azië en leeft in de landen Bangladesh en India. Het zijn kleine kikkers met een lichaamslengte (snout-to-vent length of SVL) tot 75 mm (3 inch). Ze hebben een bolrond lichaam en korte poten. De volwassen dieren graven zich in de grond in. Ze komen zowel in wouden als in landbouwvelden voor, beneden 600 meter hoogte boven zeeniveau. Ze paren in ondiepe poelen en moerassige gebieden.